# إطار مرجعي غاليلي

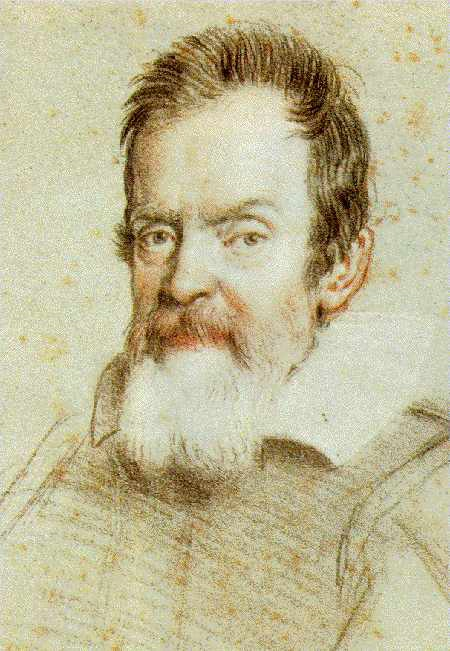
جاليليو ، صاحب "نسبية جاليليو".

إطار مرجعي غاليلي هو إطار إحداثيات الذي يتحرك بسرعة ثابتة بالنسبة لإطار مرجعي آخر مرتبط بمركز المجموعة الشمسية. قام العالم غاليليو غاليلي بوضع هذا المصطلح في العام 1632 باستخدام مثال سفينة تسافر بسرعة ثابتة بدون أرجحة على سطح بحر هادئ، فإن المسافر الموجود في باطن السفينة لن يتمكن من معرفة عما إذا كانت السفينة تتحرك أم هي واقفة ساكنة (لا يعرف ذلك إلا إذا صعد على السطح وشاهد حركة السفينة بالنسبة لما حولها).
يسهل تعيين إحداثيات أجسام متحركة في إطار مرجعي ما، مثل «مختبر»، وتعيينها بالنسبة لإحداثيات إطار مرجعي آخر عن طريق إجراء تحويل جاليليو.
تنبع تلك التحويلات من مبدأ النسبية، وهي تختص بالحركة المنتظمة وفي خط مستقيم، كما أن تحويلات جاليليو تنطبق عندما تكون سرعة الأجسام معتادة، أي سرعات صغيرة جدا بالمقارنة بسرعة الضوء.

## الصياغة
لا تختلف إحداثيات حركة أجسام في إطار مرجعي جاليلي عن إحداثيات الأجسام طبقاً لإطار مرجعي آخر يتحرك بالنسبة له بسرعة منتظمة وفي خط مستقيم، ويمكن تطبيق ذلك على ميكانيكا نيوتن حيث تنطبق قوانين نيوتن على جميع الإطارات العطالية، وهي تسمى لذلك أحيانا «نسبية نيوتن» (ثم تعدلت عام 1905 بواسطة أينشتاين عند صياغته لالنظرية النسبية الخاصة لتصبح حالة شمولية).
من افتراضات نيوتن:
- أفتراض وجود ما يسمى «مكان مطلق» تنطبق فيه قوانين نيوتن، وأي إطار عطالي يتحرك بسرعة منتظمة وفي خط مستقيم بالنسبة للمكان المطلق (المكان الساكن المطلق)،
- تتميز جميع الإطارات العطالية بأنها تتقاسم «زمن مطلق».

سنشرح الآن نسبية جاليليو. نعتبر وجود إطاران عطاليان S و S' . ونفترض حدوث حدث فيزيائي (مثل إنارة لمبة، أو فتح شباك، أو تصادم كرتين) في نقطة إحداثياتها r = (x, y, z) والزمنt; وبالتالي في الإطار المرجعي S' . وطبقا للافتراض الثاني المتعلق بتساوي الزمن في الإطارين تكون t = t' . ونفترض أن الإطار S'  يتحرك بالنسبة إلى الإطار S بالسرعة المنتظمة v.
ونفترض جسيما نقطيا في المكان (r = r(t في S. فنجد أن الإحداثيات في الإطار S'  هي:
{\displaystyle r'(t)=r(t)-vt.\,}
وتعين سرعة الجسيم عن طريق مشتقة المكان بالنسبة للزمن (تفاضل وتكامل):
{\displaystyle u'(t)={\frac {d}{dt}}r'(t)={\frac {d}{dt}}r(t)-v=u(t)-v.}
وإذا قمنا بإجراء التفاضل مرة ثانية نحصل على تسريع الجسيم في الإطارين:
{\displaystyle a'(t)={\frac {d}{dt}}u'(t)={\frac {d}{dt}}u(t)-0=a(t).}
تلك هي نسبية جاليليو الخاصة بتحويل العلاقات الحركية في إطارين يتحركان بالنسبة لبعضهما بسرعة منتظمة وفي خط مستقيم.
وبافتراض أن الكتلة لا تتغير من إطار إلى إطار، فيتعبر المعادلات السابقة أيضا عن انطباق قوانين نيوتن، حيث ّإذا انطبقت في أحد الإطارات المرجعية العطالية فإنها تنطبق أيضا في جميع الإطارات المرجعية العطالية. ونظرا لكونها تنطبق في حالة «المكان المطلق» فإنها تنطبق أيضا مع نسبية جاليليو  .